# Италијански бојни брод Литорио
Литорио (итал. Littorio, ликторски) је био италијански бојни брод класе Литоријо. Поринут је у Ђенови 1937. године. Користила га је Италијанска краљевска ратна морнарица током Другог светског рата. Након пада фашизма у Италији, брод је преименован у Италија (итал. Italia), због повезаности његовог имена са том идеологијом (симбол фашизма је био фасцес, сноп прућа којег су носили римски ликтори — лат. fasces lictoriae).
Брод је свеукупно извео 46 борбених мисија од чега 9 у потрази за непријатељем и 3 као подршка конвојима. Исечен је након његовог отписивања, 1948.

## Изградња
Кобилица Литорија, првог брода истоимене класе постављена је 1934. у Ђенови, где је и поринут 1937. Тамо је довршен 1940, након уласка Италије у рат.
Пројектован од стране Пуљезеа, овај је бојни брод био међу првима на свету који је имао депласман већи од 35.000 тона, односно превазишао Вашингтонски поморски споразум из 1922, који је дозвољавао италијанској морнарици укупно 175.000 тона у ратним бродовима, а ниједан брод није смео да има преко 35.000 тона депласмана.
Када је изграђен, Литоријо је сматран несумњиво најбољим бојним бродом у то време због својег доброг баланса снаге, заштите и брзине.

## У служби
Током септембра 1940. Литоријо учествује у двије важне поморске операције. Брод тешко оштећују британски торпедни авиони Фери Сордфиш у ваздушном нападу на Таранто у новембру 1940. Након темељитих поправака поновно улази у службу и почиње са заштитом конвоја на путу у северну Африку. Тако, 17. децембра 1941. у једној тзв. „бици конвоја“, у Првој бици у заливу Сидра, у којој Литоријо учествује као заставни брод адмирала Јакина, Италијани извојавају једну од својих ретких победа против Савезника. Такође, брод учествује и у Другој бици у заливу Сидра, где бива лакше оштећен.
Септембра 1943, након капитулације Италије, броду је промењено име у Италија, те уз договор предаје италијанске флоте креће са другим бродовима према Малти. Тада их нападају немачки бомбардери, који потапају Рому и оштећују Италију. Брод до краја рата остаје у Горким језерима у Египту. Нове италијанске власти су спречиле додељивање брода једној од држава Савезника, али не и његово демолирање након отписивања 1948.